# Дівербрюг
Дівербрюг (нід. Dieverbrug) — село в нідерландській провінції Дренте. Входить до муніципалітету Вестервелд.
Його площа становить 2,38 км², а населення станом на 2021 рік складало 310 осіб.
Перша згадка про населений пункт датується 1841 роком.

## Галерея

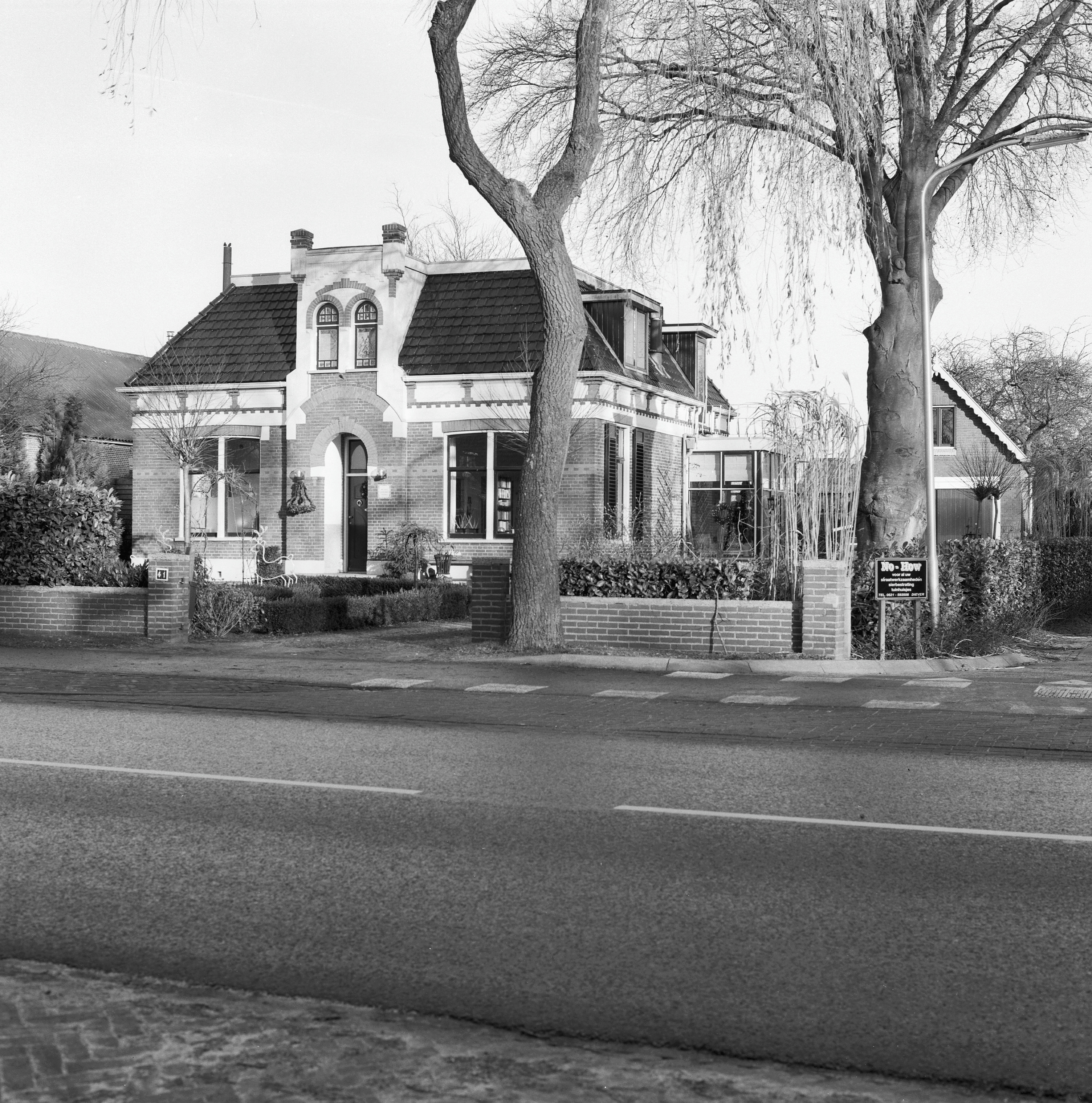
Ферма у Дівербрюзі